# 罗伯特·霍伊泽
罗伯特·霍伊泽（德語：Robert Hoyzer，1979年8月28日—）是一名前德国足球裁判。

## 生平
自2002年成为德国足协注册裁判以来共执法了4场德国杯和12场德乙比赛，后成为2005年德国赌球丑闻的主角之一。他承认在2005年初的丑闻过程中因收受财产及现金的贿赂而操纵比赛结果，并使相关的体育赌博团伙从中获利。事件揭露后，柏林州法院在2005年11月以诈骗罪对霍伊泽处以有期徒刑两年零五个月的判决。他还被德国足球协会终身禁赛，但这一禁令在2011年4月被部分解除，霍伊泽可以作为一名业余球员再度参加足球比赛，但不得再行使裁判的职权。